# Хихон Оупън
Хихон Оупън (на английски: Gijón Open) е професионален турнир по тенис за мъже от ATP Tour 250, който се провежда в Хихон, Испания, в края на октомври всяка година от 2016 г. насам. Турнирът се провежда на закрито, на твърди кортове. 

## История
Турнирът се провежда за първи път през октомври 2022 г. с едногодишен лиценз. Турнирът трябваше да се завърне през 2024 г., но неочаквано е преместен в Белград, решено през август 2024 г.

## Финали
| Година | Шампион                 | Финалист                | Резултат                |
| ------ | ----------------------- | ----------------------- | ----------------------- |
| 2024   | Турнирът на се провежда | Турнирът на се провежда | Турнирът на се провежда |
| 2023   | Турнирът на се провежда | Турнирът на се провежда | Турнирът на се провежда |
| 2022   | Андрей Рубльов          | Себастиан Корда         | 6 – 2, 6 – 3            |